# Bas Rutten
Sebastiaan Rutten, detto Bas (Tilburg, 24 febbraio 1965), è un ex lottatore di arti marziali miste, ex thaiboxer e attore olandese naturalizzato statunitense.
È universalmente considerato una leggenda delle arti marziali miste e uno dei più forti lottatori della storia contemporanea, essendo stato campione indiscusso openweight Pancrase in due occasioni e, a fine carriera, il primo europeo a vincere una cintura UFC, precisamente quella dei pesi massimi, nonché a diventare, nel 2015, membro della Hall of Fame della federazione.
Vanta un record di imbattibilità di ventidue incontri consecutivi (ventuno vittorie e un pareggio) dall'8 aprile 1995 al 22 luglio 2006, data del suo ultimo incontro prima del ritiro definitivo dall'attività agonistica (da precisare che il penultimo incontro avvenne nel maggio 1999). Gli unici lottatori che siano mai riusciti a sconfiggerlo sono stati Masakatsu Funaki (per sottomissione, sconfitta poi vendicata) e i fratelli Ken (due volte per sottomissione, mai vendicate) e Frank Shamrock (ai punti, vendicata due volte).
Rutten era dotato di tecnica e versatilità eccezionali nello striking e si rese noto per la sua tremenda abilità nel colpire il fegato dell'avversario (tanto che ruppe tale organo a Jason DeLucia): essa divenne poi una tattica standard nelle MMA e fece la fortuna di altri lottatori come Ernesto Hoost, Mirko Filipović, Cung Le, Lyoto Machida, Rich Franklin e Alistair Overeem.

## Infanzia
Sebastiaan Rutten nasce a Tilburg, nei Paesi Bassi, e il suo interesse nei confronti delle arti marziali fiorisce dopo la visione del film I tre dell'Operazione Drago, che vedeva come protagonista Bruce Lee.
Inizia quindi ad allenarsi nella boxe e più tardi si iscrive ad una scuola di Taekwondo, disciplina nella quale ottiene una cintura nera secondo dan; successivamente diviene cintura nera anche di Kyokushinkai. 
Da giovane soffriva di asma ed eczema.

## Carriera nel Muay thai
A vent'anni Rutten inizia la sua carriera come thaiboxer, che lo porterà a disputare una finale del campionato europeo persa contro Frank Lobman. Lascia il Muay thai agonistico nel 1991 con un record di 14-2: tutte le vittorie avvennero per KO e ben tredici nel primo round.

## Carriera nelle arti marziali miste

### Pancrase
Rutten fu uno dei primi lottatori della promozione giapponese Pancrase, nata nel 1993, e venne scoperto da Masakatsu Funaki e Minoru Suzuki, intenti a fare da osservatori per la nuova lega progenitrice delle arti marziali miste. Assieme a lui vennero messi sotto contratto anche altri lottatori che successivamente segnarono la storia delle MMA quali i fratelli Shamrock, Vernon White, Maurice Smith e Guy Mezger.
Nei primi due incontri Rutten dimostrò tutto il suo strapotere nello striking tanto da mandare all'ospedale l'avversario Ryushi Yanagisawa, al tempo il quarto lottatore più forte del Giappone; al terzo incontro però emersero i suoi limiti nel grappling e venne sconfitto dal tecnicissimo Funaki proprio per sottomissione: a quel punto decise di allenarsi assieme a lui per migliorare la propria lotta a terra.
Riesce a vincere altri tre incontri ma nel 1994 viene sottomesso dal talento Ken Shamrock, benché Rutten avesse dominato la parte di striking dell'incontro. Sul finire di quell'anno Rutten prese parte al prestigiosissimo torneo King of Pancrase, che avrebbe decretato il lottatore più forte del momento: al primo turno dovette affrontare un debuttante Frank Shamrock e, con stupore di tutti, Rutten venne sconfitto ai punti e in modo discutibile. Successivamente ebbe la possibilità di una rivincita contro Ken Shamrock in un incontro valido per il titolo King of Pancrase, ma Rutten perse ancora per sottomissione dopo poco più di un minuto. Da quel momento Rutten si allenò ancor più intensamente nella lotta a terra e divenne un lottatore completo e pressoché inattaccabile: vinse quattro incontri di seguito sconfiggendo avversari come Maurice Smith e vendicandosi di Frank Shamrock ai punti.
Nel settembre 1995 ebbe la possibilità di lottare per il titolo King of Pancrase contro il campione Minoru Suzuki: Rutten vinse per sottomissione e divenne quindi campione. Successivamente inanellò altre quattro vittorie consecutive difendendo il titolo per due volte ed affrontò il campione ad interim Frank Shamrock per la terza volta, questa volta per decidere il campione indiscusso King of Pancrase: Rutten vinse per KO tecnico.
Nel 1996 affrontò finalmente il maestro Masakatsu Funaki e lo superò con una vittoria per KO tecnico. Escludendo il pareggio ottenuto nel 1997 contro Osami Shibuya, Rutten terminò la sua carriera nel Pancrase nel 1998 con ventuno vittorie consecutive, divenendo un'icona dell'organizzazione e delle arti marziali miste in genere.

### Ultimate Fighting Championship
Rutten entrò a far parte della UFC nel 1998: si trattava della maggior organizzazione di arti marziali miste del Nord America e vide laurearsi campioni alcune vittime di Rutten in Giappone come Smith e Frank Shamrock; già prima della firma la federazione era da mesi interessata a Rutten per averlo come sfidante del campione Randy Couture, ma lo stesso Couture lasciò la promozione a causa di una disputa contrattuale e si accasò in Giappone con la RINGS.
Dopo un primo incontro inaugurale vinto contro Tsuyoshi Kohsaka, Rutten poté lottare per il titolo affrontando il campione in carica Kevin Randleman: Rutten vinse ai punti e divenne campione dei Pesi Massimi.
Rutten lasciò il titolo vacante per poter passare alla categoria dei pesi medi (gli attuali mediomassimi) e poter diventare il primo lottatore a detenere contemporaneamente due titoli UFC affrontando l'allora campione Frank Shamrock: durante gli allenamenti, tuttavia, Rutten si infortunò gravemente più volte e fu costretto a ritirarsi dall'attività agonistica.

### Ritiro e introduzione nell'Hall of Fame
Nel 2006 Rutten ottenne il via libera da parte dei medici per poter combattere ancora: avrebbe dovuto combattere per la World Fighting Alliance contro il veterano Kimo Leopoldo, ma quest'ultimo risultò positivo a sostanze dopanti e quindi Rutten affrontò Ruben Villareal, battendolo al primo round e chiudendo il proprio score finale di carriera a 28-4-1.
Pur essendo europeo Rutten ha sempre lottato in Giappone e negli Stati Uniti e sempre contro lottatori giapponesi o statunitensi.
Rutten è un allenatore certificato di Muay thai e venne ingaggiato dall'organizzazione statunitense International Fight League nel 2007 per fare da allenatore alla squadra Anacondas. Ha una sua palestra a Thousand Oaks, la MMA Gym Bas Rutten's Elite Mixed Martial Arts, e ha fatto da allenatore, tra gli altri, a Kimbo Slice e Samoa Joe.
Nel maggio del 2015, durante l'evento UFC 187, venne annunciata la sua introduzione nella Hall of Fame della federazione.

## Risultati nelle arti marziali miste
| Risultato | Record | Avversario         | Metodo                               | Evento                                              | Data              | Round | Tempo | Città                    | Note                                                                   |
| --------- | ------ | ------------------ | ------------------------------------ | --------------------------------------------------- | ----------------- | ----- | ----- | ------------------------ | ---------------------------------------------------------------------- |
| Vittoria  | 28–4-1 | Ruben Villareal    | KO Tecnico (calci alle gambe)        | WFA: King of the Streets                            | 22 luglio 2006    | 1     | 3:24  | Los Angeles, Stati Uniti |                                                                        |
| Vittoria  | 27–4-1 | Kevin Randleman    | Decisione (non unanime)              | UFC 20: Battle for the Gold                         | 7 maggio 1999     | 1     | 21:00 | Birmingham, Stati Uniti  | Vince il titolo dei Pesi Massimi UFC                                   |
| Vittoria  | 26–4-1 | Tsuyoshi Kohsaka   | KO Tecnico (pugni)                   | UFC 18: The Road to the Heavyweight Title           | 8 gennaio 1999    | 1     | 14:15 | Kenner, Stati Uniti      | Debutto in UFC                                                         |
| Vittoria  | 25–4-1 | Kengo Watanabe     | KO Tecnico                           | Pancrase: 1998 Anniversary Show                     | 14 settembre 1998 | 1     | 2:58  | Tokyo, Giappone          |                                                                        |
| Vittoria  | 24–4-1 | Keiichiro Yamamiya | Sottomissione (rear naked choke)     | Pancrase: Alive 11                                  | 20 dicembre 1997  | 1     | 4:58  | Yokohama, Giappone       |                                                                        |
| Vittoria  | 23–4-1 | Osami Shibuya      | Sottomissione (neck crank)           | Pancrase: 1997 Anniversary Show                     | 6 settembre 1997  | 1     | 3:15  | Urayasu, Giappone        |                                                                        |
| Vittoria  | 22–4-1 | Takaku Fuke        | Sottomissione (armbar)               | Pancrase: Alive 7                                   | 30 giugno 1997    | 1     | 4:28  | Hakata, Giappone         |                                                                        |
| Vittoria  | 21–4-1 | Kiuma Kunioku      | Decisione                            | Pancrase: Alive 4                                   | 27 aprile 1997    | 1     | 15:00 | Urayasu, Giappone        |                                                                        |
| Parità    | 20–4-1 | Osami Shibuya      | Parità                               | Pancrase: Alive 3                                   | 22 marzo 1997     | 1     | 15:00 | Nagoya, Giappone         |                                                                        |
| Vittoria  | 20–4   | Manabu Yamada      | Sottomissione (toe hold)             | Pancrase: Truth 7                                   | 8 ottobre 1996    | 1     | 0:54  | Nagoya, Giappone         |                                                                        |
| Vittoria  | 19–4   | Masakatsu Funaki   | KO Tecnico (ginocchiata)             | Pancrase: 1996 Anniversary Show                     | 7 settembre 1996  | 1     | 17:05 | Urayasu, Giappone        | Difende il titolo King of Pancrase                                     |
| Vittoria  | 18–4   | Jason Delucia      | KO Tecnico (colpo al fegato)         | Pancrase: Truth 6                                   | 25 giugno 1996    | 1     | 8:48  | Fukuoka, Giappone        |                                                                        |
| Vittoria  | 17–4   | Frank Shamrock     | KO Tecnico (ferita)                  | Pancrase: Truth 5                                   | 16 maggio 1996    | 1     | 11:11 | Tokyo, Giappone          | Difende il titolo King of Pancrase, poi promosso a campione indiscusso |
| Vittoria  | 16–4   | Katsuomi Inagaki   | KO Tecnico                           | Pancrase: Truth 4                                   | 8 aprile 1996     | 1     | 14:07 | Tokyo, Giappone          |                                                                        |
| Vittoria  | 15–4   | Guy Mezger         | Sottomissione (heel hook)            | Pancrase: Truth 2                                   | 2 marzo 1996      | 1     | 19:36 | Kōbe, Giappone           |                                                                        |
| Vittoria  | 14–4   | Ryūshi Yanagisawa  | Sottomissione (rear naked choke)     | Pancrase: Eyes of Beast 7                           | 14 dicembre 1995  | 1     | 27:35 | Sapporo, Giappone        |                                                                        |
| Vittoria  | 13–4   | Maurice Smith      | Sottomissione (rear naked choke)     | Pancrase: Eyes of Beast 6                           | 4 novembre 1995   | 1     | 4:34  | Yokohama, Giappone       |                                                                        |
| Vittoria  | 12–4   | Minoru Suzuki      | Sottomissione (ghigliottina)         | Pancrase: 1995 Anniversary Show                     | 1º settembre 1995 | 1     | 15:35 | Tokyo, Giappone          | Vince il titolo King of Pancrase                                       |
| Vittoria  | 11–4   | Frank Shamrock     | Decisione (non unanime)              | Pancrase: 1995 Neo-Blood Tournament Second Round    | 23 luglio 1995    | 1     | 15:00 | Tokyo, Giappone          |                                                                        |
| Vittoria  | 10–4   | Jason Delucia      | Sottomissione (toe hold)             | Pancrase: Eyes of Beast 5                           | 13 giugno 1995    | 1     | 1:32  | Sapporo, Giappone        |                                                                        |
| Vittoria  | 9–4    | Maurice Smith      | Sottomissione (kneebar)              | Pancrase: Eyes of Beast 4                           | 13 maggio 1995    | 1     | 2:10  | Urayasu, Giappone        |                                                                        |
| Vittoria  | 8–4    | Takaku Fuke        | Sottomissione (heel hook)            | Pancrase: Eyes of Beast 3                           | 8 aprile 1995     | 1     | 1:52  | Nagoya, Giappone         |                                                                        |
| Sconfitta | 7–4    | Ken Shamrock       | Sottomissione (kneebar)              | Pancrase: Eyes of Beast 2                           | 10 marzo 1995     | 1     | 1:01  | Yokohama, Giappone       | Per il titolo King of Pancrase                                         |
| Vittoria  | 7–3    | Manabu Yamada      | Sottomissione (triangolo di braccio) | Pancrase: Eyes of Beast 1                           | 26 gennaio 1995   | 1     | 1:05  | Nagoya, Giappone         |                                                                        |
| Sconfitta | 6–3    | Frank Shamrock     | Decisione (maggioranza)              | Pancrase: King of Pancrase Tournament Opening Round | 16 dicembre 1994  | 1     | 10:00 | Tokyo, Giappone          | Torneo King of Pancrase, Primo turno                                   |
| Vittoria  | 6–2    | Jason DeLucia      | Sottomissione (ghigliottina)         | Pancrase: Road to the Championship 5                | 15 ottobre 1994   | 1     | 1:43  | Tokyo, Giappone          |                                                                        |
| Sconfitta | 5–2    | Ken Shamrock       | Sottomissione (rear naked choke)     | Pancrase: Road to the Championship 3                | 26 luglio 1994    | 1     | 16:42 | Tokyo, Giappone          |                                                                        |
| Vittoria  | 5–1    | Minoru Suzuki      | KO (ginocchiata)                     | Pancrase: Road to the Championship 2                | 6 luglio 1994     | 1     | 3:43  | Amagasaki, Giappone      |                                                                        |
| Vittoria  | 4–1    | Kazuo Takahashi    | Sottomissione (heel hook)            | Pancrase: Road to the Championship 1                | 31 maggio 1994    | 1     | 1:37  | Tokyo, Giappone          |                                                                        |
| Vittoria  | 3–1    | Vernon White       | Sottomissione (ghigliottina)         | Pancrase: Pancrash! 3                               | 21 aprile 1994    | 1     | 1:16  | Osaka, Giappone          |                                                                        |
| Sconfitta | 2–1    | Masakatsu Funaki   | Sottomissione (toe hold)             | Pancrase: Pancrash! 1                               | 19 gennaio 1994   | 1     | 2:58  | Yokohama, Giappone       |                                                                        |
| Vittoria  | 2–0    | Takaku Fuke        | KO (ginocchiata)                     | Pancrase: Yes, We Are Hybrid Wrestlers 2            | 14 ottobre 1993   | 1     | 2:03  | Nagoya, Giappone         |                                                                        |
| Vittoria  | 1–0    | Ryūshi Yanagisawa  | KO (colpo di palmo)                  | Pancrase: Yes, We Are Hybrid Wrestlers 1            | 21 settembre 1993 | 1     | 0:43  | Urayasu, Giappone        | Debutto in Pancrase                                                    |

## Carriera da attore
Dopo aver appeso i guanti al chiodo, Rutten ha intrapreso una carriera da attore oltre che da opinionista sportivo e ha interpretato una parodia di sé stesso all'interno del videogioco Grand Theft Auto IV, come conduttore del programma televisivo The Men's Room. Per lo stesso videogioco ha inoltre registrato gran parte dei movimenti per la motion capture del personaggio giocabile.
È apparso in vari film e serie televisive quali Più forte ragazzi, The King of Queens, Shadow Fury, The Eliminator, Never Back Down - Mai arrendersi, Bad Cop - Polizia violenta, Il signore dello zoo e Il superpoliziotto del supermercato.

## Filmografia
- Più forte ragazzi (Martial Law) - serie TV (1998-2000)
- The King of Queens - serie TV (1998-2007)
- Shadow Fury
- The Eliminator
- Never Back Down - Mai arrendersi (Never Back Down), regia di Jeff Wadlow (2008)
- Bad Cop - Polizia violenta (Sinners & Saints), regia di William Kaufman (2010)
- Il signore dello zoo (Zookeeper), regia di Frank Coraci (2011) (voce Sebastian il lupo)
- Il superpoliziotto del supermercato (Paul Blart: Mall Cop), regia di Steve Carr (2009)
- Colpi da maestro (Here Comes the Boom), regia di Frank Coraci (2012)
- The Smashing Machine, regia di Benny Safdie (2025)

## Doppiatori italiani
Nelle versioni in italiano delle opere in cui ha recitato, Bas Rutten è stato doppiato da:
- Massimo Lodolo ne Il signore dello zoo
- Luca Biagini in Colpi da maestro
- Daniele Valenti in Liv e Maddie